# Belvosia willinki
Belvosia willinki là một loài ruồi trong họ Tachinidae.